# کیم کوانگ شیک
کیم کوانگ شیک (کره‌ای: 김광식؛ زادهٔ ۶ مارس ۱۹۷۲) فیلم‌نامه‌نویس و کارگردان فیلم اهل کره جنوبی است.

## فیلم‌شناسی

### فیلم
- نبرد بزرگ (۲۰۱۸) - کارگردان
- Tabloid Truth (۲۰۱۴) - کارگردان، ویرایشگر فیلم‌نامه
- تاپ استار (۲۰۱۳) - حضور افتخاری در نقش فیلم‌بردار
- پیش‌بینی خودکشی (۲۰۱۱) - حضور افتخاری در نقش بدن مرده ۲
- جنایتکار عزیز من (۲۰۱۰) - کارگردان، فیلم‌نامه[۱]
- آف رود (۲۰۰۷) - فیلم‌نامه
- واحه (۲۰۰۲) - دستیار کارگردان اول
- آخرین بیانیه  (۲۰۰۲) - فیلم‌نامه
- حلقه داخلی (۱۹۹۹) - فیلم‌نامه
- 3PM Paradise Bath House (۱۹۹۷) - ویرایشگر فیلم‌نامه

### تلویزیون
- رودخانه ماه (ام‌بی‌سی، ۲۰۰۹) - فیلم‌نامه[۲]
- حلزون (اس‌بی‌اس، ۱۹۹۷) - فیلم‌نامه